# Helianthemum chevallieri
Helianthemum chevallieri är en solvändeväxtart som beskrevs av René Charles Maire. Helianthemum chevallieri ingår i släktet solvändor, och familjen solvändeväxter. Inga underarter finns listade i Catalogue of Life.